# Ella Fitzgerald Sings the Cole Porter Songbook
Ella Fitzgerald Sings the Cole Porter Songbook è il settimo album di Ella Fitzgerald pubblicato dalla Verve Records nel 1956. È considerato uno dei capolavori della  musica  jazz del secondo dopoguerra e uno degli album più venduti della cantante statunitense assieme a The Rodgers and Hart Songbook inciso nello stesso anno.

## Descrizione
Venne registrato con l'orchestra di Buddy Bregman nel febbraio 1956 nei Capitol Studios di Los Angeles.
È un doppio album in vinile  composto da trentadue brani scritti dal compositore Cole Porter, ed è il primo pubblicato dalla Verve Records. Il timbro caldo e luminoso di Ella , assieme  ad una  dizione  e ad uno swing impeccabili rendono questo album ancora  di straordinaria  attualita'  e un esempio di pregevole  fattura  per  chiunque  voglia cimentarsi nel canto jazz.
Nel 1997 è uscita una riedizione in CD che include quattro bonus track aggiuntive.

## Tracce
Disco 1
Lato A
1. All Through the Night – 3:15
2. Anything Goes – 3:21
3. Miss Otis Regrets – 3:00
4. Too Darn Hot – 3:47
5. In the Still of the Night – 2:38
6. I Get a Kick Out of You – 4:00
7. Do I Love You? – 3:50
8. Always True to You in My Fashion – 2:48

Lato B
1. Let's Do It, Let's Fall in Love – 3:32
2. Just One of Those Things – 3:30
3. Ev'ry Time We Say Goodbye – 3:32
4. All of You – 1:43
5. Begin the Beguine – 3:37
6. Get Out of Town – 3:22
7. I Am in Love – 4:06
8. From This Moment On – 3:17

Disco 2

Lato A
1. I Love Paris – 4:57
2. You Do Something to Me – 2:21
3. Ridin' High – 3:20
4. You'd Be So Easy to Love – 3:24
5. It's All Right with Me – 3:07
6. Why Can't You Behave? – 5:04
7. What Is This Thing Called Love? – 2:02
8. You're the Top – 3:33

Lato B
1. Love for Sale – 5:52
2. It's De-Lovely – 2:42
3. Night and Day (Cole Porter) – 3:04
4. Ace in the Hole – 1:58
5. So in Love – 3:50
6. I've Got You Under My Skin – 2:42
7. I Concentrate on You – 3:11
8. Don't Fence Me In – 3:19

Bonus Tracks edizione 1997
1. You're the Top (Alternative take) – 2:08
2. I Concentrate on You (Alternative take) – 3:00
3. Let's Do It, Let's Fall in Love (Alternative take) – 5:25